# Wu Jingbiao
Wu Jingbiao (chinês tradicional: 吳景彪, chinês simplificado: 吴景彪, pinyin: Wú Jǐngbiāo; nascido em 10 de janeiro de 1989, em Changle, província de Fuquiém) é um halterofilista chinês.
Em 2009, Wu Jingbiao conquistou a medalha de prata no Campeonato Mundial. Em 2010, tornou-se campeão dos Jogos Asiáticos e campeão mundial. Em 2011, Wu Jingbiao ganhou novamente a medalha de ouro no Campeonato Mundial e, em 2012, conquistou a medalha de prata nos Jogos Olímpicos de Londres, na categoria até 56 kg. Após ganhar a medalha de prata, ele se desculpou por ter "envergonhado a pátria" ao não conquistar a medalha de ouro.
Em 21 de novembro de 2015, no Campeonato Mundial em Houston, estabeleceu um recorde mundial no arranque, ao levantar 139 kg na categoria até 56 kg. Na mesma competição, disputou o título contra o norte-coreano Om Yun-Chol. Ambos levantaram um total de 302 kg, mas Wu Jingbiao ficou com a medalha de prata por conta do critério de desempate do peso corporal.

## Quadro de resultados
| Ano                                   | Lugar                               | Categoria       | Marca (kg) / pos. | Marca (kg) / pos. | Marca (kg) / pos. |
| Ano                                   | Lugar                               | Categoria       | Arranque          | Arremesso         | Total             |
| Jogos Olímpicos                       | Jogos Olímpicos                     | Jogos Olímpicos | Jogos Olímpicos   | Jogos Olímpicos   | Jogos Olímpicos   |
| ------------------------------------- | ----------------------------------- | --------------- | ----------------- | ----------------- | ----------------- |
| 2012                                  | Londres, Inglaterra                 | –56 kg          | 133 / 1           | 156 / 2           | 289 /             |
| Campeonato Mundial                    |                                     |                 |                   |                   |                   |
| 2009                                  | Goyang, Coreia do Sul               | –56 kg          | 131 /             | 155 /             | 286 /             |
| 2010                                  | Antália, Turquia                    | –56 kg          | 132 /             | 160 /             | 292 /             |
| 2011                                  | Paris, França                       | –56 kg          | 133 /             | 159 /             | 292 /             |
| 2015                                  | Houston, Estados Unidos             | –56 kg          | 139(RM) /         | 163 /             | 302 /             |
| Jogos Asiáticos                       |                                     |                 |                   |                   |                   |
| 2010                                  | Cantão, China                       | –56 kg          | 133 / 1           | 152 / 1           | 285 /             |
| 2014                                  | Incheon, Coreia do Sul              | –56 kg          | 133 / 1           | 155 / 4           | 288 /             |
| Campeonato Asiático                   |                                     |                 |                   |                   |                   |
| 2008                                  | Kanazawa, Japão                     | –56 kg          | 120 / 4           | 154 /             | 274 /             |
| 2011                                  | Tongling, China                     | –56 kg          | 130 /             | 158 /             | 288 /             |
| Campeonato Mundial Universitário FISU |                                     |                 |                   |                   |                   |
| 2008                                  | Comotini, Grécia                    | –56 kg          | 123 / 1           | 150 / 1           | 273 /             |
| Campeonato Mundial Júnior             |                                     |                 |                   |                   |                   |
| 2007                                  | Praga, República Checa              | –56 kg          | 128 /             | 145 /             | 273 /             |
| 2009                                  | Bucareste, Roménia                  | –56 kg          | 125 /             | 155 /             | 280 /             |
| Outras                                |                                     |                 |                   |                   |                   |
| 2007                                  | Apia, Samoa IWF World Cup           | –56 kg          | 120 /             | 149 /             | 269 /             |
| 2008                                  | Pequim, China Evento Teste Olímpico | –56 kg          | 116 / 4           | 140 / 4           | 256 / 4           |
| 2011                                  | Fuquiém, China China IWF Grand Prix | –56 kg          | 130 /             | 155 /             | 285 /             |
| 2015                                  | Fucheu, China IWF Grand Prix        | –56 kg          | 139 /             | 163 /             | 302 /             |